# VCCI協会
一般財団法人 VCCI協会（ブイシーシーアイきょうかい）は、マルチメディア機器から発生する電磁妨害波の自主規制を行う、日本の業界団体である。VCCIとは、かつての名称である情報処理装置等電波障害自主規制協議会(英: Voluntary Control Council for Interference by Information Technology Equipment)の略称である。

## 来歴
1985年9月に国際電気標準会議(IEC)国際無線障害特別委員会(CISPR)が「情報処理装置および電子事務用機器等から発生する妨害波の許容値と測定法」について勧告した。これを受けて同年12月、郵政省が業界団体に対しCISPRの勧告に基づく電波障害の防止を要請し、1985年12月19日、関係業界4団体の日本電子工業振興協会(JEIDA)、日本電子機械工業会(EIAJ)、(割注：日本電子工業振興協会と日本電子機械工業会は、現・電子情報技術産業協会の前身。)、日本事務機器工業会(JBMA)、通信機械工業会(CIAJ)により情報処理装置等電波障害自主規制協議会(VCCI)が設立された。一般社団法人及び一般財団法人に関する法律の施行に伴い、2009年4月に一般財団法人へ移行し、同時にVCCI協会に改称した。

## 概要

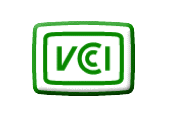
VCCI技術基準への適合確認がなされた製品に表示するVCCIマーク

VCCI協会ではマルチメディア機器(英: MME:Multimedia Equipment)を「クラスA機器」と「クラスB機器」に分類している。クラスBは住宅環境で使用することを意図したMMEである。クラスAはそれ以外のもので、クラスBよりも許容値が緩和されている。クラスAのMMEには、住宅環境で使用すると電波障害を起こす可能性がある旨の表示がされる。
VCCI協会の会員企業は、自社のMMEについてVCCI協会が定めた技術基準の許容値に適合していることを確認する試験をVCCIの試験設備として認定登録された設備にて行い、その結果をVCCI協会に届出て受理通知を受ける。
VCCI技術基準への適合確認がなされた製品にはVCCIマーク表示して日本市場に出荷することができる。
またVCCI協会では、届出を受けた製品を一般市場から購入する方式で市場抜取試験を実施している。もしVCCI技術基準に適合しない結果が出た場合には、メーカーに（自主回収など）是正を求めている。